# United States Public Health Service Commissioned Corps
Lo United States Public Health Service Commissioned Corps (in italiano: Corpo degli ufficiali del servizio sanitario pubblico, abbreviato: PHSCC) è l'ufficio federale in uniforme dello United States Public Health Service (PHS), l'Ufficio per la Salute Pubblica degli Stati Uniti d'America.

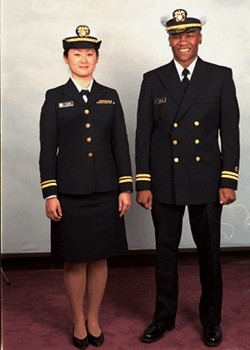
Uniformi invernali dell'United States Public Health Service Commissioned Corps.

Servizio di sanità militare non combattente, è composto unicamente di ufficiali in servizio, ed è uno degli otto servizi in uniforme degli Stati Uniti.
Come il reparto da cui dipende, è sotto la direzione del Dipartimento della Salute e dei Servizi Umani degli Stati Uniti. È guidato dal capo del servizio sanitario pubblico (chirurgo generale degli Stati Uniti, Surgeon General of the United States), che detiene il grado di viceammiraglio (Vice Admiral).